# Вербовцы (Тернопольская область)
Вербовцы (укр. Вербівці) — село в Теребовлянской городской общине Тернопольского района Тернопольской области Украины.
До 2020 года входило в Теребовлянский район.
Население по переписи 2001 года составляло 892 человека. Занимает площадь 4,564 км². Почтовый индекс — 48155.